# Alfred Hitchcock
Sir Alfred Joseph Hitchcock KBE (Londres, 13 de agosto de 1899 — Los Angeles, 29 de abril de 1980) foi um diretor e produtor cinematográfico britânico. Amplamente considerado um dos mais reverenciados e influentes cineastas de todos os tempos, Hitchcock foi eleito pelo The Telegraph o maior diretor da história da Grã-Bretanha e, pela Entertainment Weekly, o maior do cinema mundial. Conhecido como "o Mestre do Suspense", dirigiu 53 longas-metragens ao longo de seis décadas de carreira. Tornou-se também famoso por conta de diversas entrevistas, das frequentes aparições em seus filmes (cameo) e da apresentação do programa Alfred Hitchcock Presents (1955-1965).
Nascido nos arredores de Londres, Hitchcock ingressou na indústria cinematográfica em 1919, como designer de intertítulos. Seu primeiro filme de sucesso, The Lodger: A Story of the London Fog (1927), ajudou a conceber o gênero suspense; de outro modo, o filme Blackmail (1929), foi o primeiro filme britânico falado. Dois dos seus thrillers da década 30, The 39 Steps (1935) e The Lady Vanishes (1938), estão classificados entre os melhores filmes britânicos do século XX, de acordo com o BFI. Por volta de 1939, Hitchcock já era reconhecido internacionalmente e o produtor americano David O. Selznick o convenceu a mudar-se para Hollywood. Deu-se, então, uma série de filmes de sucesso, sobretudo, Rebecca (1940), Foreign correspondent (1940), Shadow of a Doubt (1943), e The Paradine Case (1947); Rebecca foi indicado em onze categorias do Oscar e venceu o prêmio de Melhor Filme.
O estilo hitchcockiano inclui o uso de movimento de câmera para emular o olhar de uma pessoa, tornando os espectadores em voyeurs, e concebendo planos para maximizar a ansiedade e o medo. O crítico de cinema Robin Wood disse que o significado de um filme de Hitchcock "está no método, na progressão de plano a plano. Um filme de Hitchcock é um organismo, com o todo manifestando-se em cada detalhe e cada detalhe estando ligado ao todo". Até 1960 Hitchcock já havia dirigido quatro filmes recorrentemente classificados entre os melhores de todos os tempos: Rear Window (1954), Vertigo (1958), North by Northwest (1959) e Psycho (1960). Em 1979 ele recebeu o AFI Life Achievement Award e, em dezembro do mesmo ano, o título de cavalheiro da Ordem do Império Britânico —  quatro meses antes de sua morte.
Em 2002, Hitchcock foi eleito o segundo maior diretor da história do cinema no consenso entre os críticos e os diretores pesquisados pela Sight & Sound e o British Film Institute, atrás apenas de Orson Welles, e uma pesquisa do site They Shoot Pictures o situa como o cineasta mais aclamado de todos os tempos.

## Biografia

### Primeiros anos
Alfred Hitchcock nasceu em 13 de agosto de 1899, no bairro de Leytonstone, nordeste da cidade de Londres, filho de Emma e William Hitchcock. O seu pai vendia frutas e verduras e ele tinha mais dois irmãos.
A figura de seu pai esteve sempre presente. Quando ele tinha quatro ou cinco anos, ele o enviou à polícia com uma carta e um policial ao ler o relato trancou Hitchcock em uma cela por alguns minutos, dizendo: "Isto é o que se faz com as crianças más". Hitchcock nunca entendeu a razão para esta piada, porque seu pai o chamava de seu "cordeiro sem manchas". Sua infância foi disciplinada, embora um pouco excêntrica. Solitário, estava sempre isolado mas atento ao que se passava à sua volta.
Seu pai era um comerciante autoritário da região de East End. Aqui começa o interesse do diretor pela questão da transgressão, presente em todos os seus filmes. Hitchcock raramente falava de sua mãe.
O impacto do catolicismo em sua vida ocorre durante os seus anos de escola, no Convento Howrah, em Poplar. A família havia se mudado em 1906 para esta outra localidade para abrir um novo negócio. Depois de dois anos, Alfred saiu do convento pois a família mudou-se novamente, desta vez para Stepney. Lá, o menino passou a estudar no St. Ignatius College, colégio fundado por jesuítas em 1894 e, especialmente conhecido por seu rigor.

O centro jesuíta deixou uma profunda impressão em Hitchcock. Hitchcock se explicaria anos depois: 
"O método de punição, é claro, foi muito dramático. O aluno devia decidir quando ir para a punição imposta a ele. Devia se dirigir para a sala especial onde estava o sacerdote encarregado de aplicar a punição. Era algo como ir para a sua execução. Eu acho que foi mau. Eles não usavam o mesmo tipo de cinto que assolavam as crianças em outras escolas, era um de borracha".
Ele permaneceu até os 14 anos na escola. Em seu primeiro ano se destacou por sua aplicação e recebeu uma das seis menções honrosas concedidas pela instituição. Obteve a classificação excelente nas matérias de Latim, francês, inglês e educação religiosa, as matérias de maior importância no critério dos professores da instituição.
No último ano que passou no colégio jesuíta se destacou pelo seu lado brincalhão, travesso e infrator. Era conhecido pelo apelido Cocky (arrogante) entre seus colegas. Ele roubava os ovos do galinheiro dos jesuítas para jogar nas janelas dos quartos dos sacerdotes, ou, auxiliado por comparsas, colocava bombinhas acesas próximo as casas. Esta vertente, por um lado irônica e de outro travessa, infratora da lei aparece como elemento típico de seus filmes.
Hitchcock lembrava desses anos com amargura e ao mesmo tempo como uma grande influência em seu trabalho. "Se você tiver sido educado com os jesuítas como eu fui, esses elementos seriam importantes. Eu me sentia aterrorizado pela polícia, pelos jesuítas, pela punição, por um monte de coisas. Estas são as raízes do meu trabalho." Daqueles anos datam também suas visitas ao Museu Negro da Scotland Yard para contemplar sua coleção de relíquias criminais, e ao Tribunal do Crime de Londres, onde assistia julgamentos de assassinatos e tomava notas à maneira de Dickens, um de seus escritores favoritos na época, junto com Walter Scott e Shakespeare.
Em 1913 ele deixou a escola e passou a definir sua carreira profissional. Começou a estudar engenharia na School of Engineering and Navigation, e fez cursos de desenho no departamento de Belas Artes da Universidade de Londres, ao mesmo tempo, ajudando os pais em seu comércio. Foi então que descobriu um novo hobby para o seu tempo de lazer, o cinema, que estava começando a se estabelecer como uma das mais importantes atividades recreativas em Londres. A capital tinha mais de quatrocentos dispositivos de projeção, instalados no entorno de pistas de patinação.
Em dezembro de 1914 seu pai morreu. Alfred foi profundamente afetado por esta perda e teve que reconstruir sua vida com sua mãe. Nesta época, os irmãos mais velhos já não viviam em casa e a primeira guerra mundial já havia se instalado. Eles tiveram que deixar o negócio e voltar a Leytonstone. O menino encontrou trabalho nos escritórios do Telegraph Henley empresa de cabos elétricos. Seu trabalho era revisar e calcular o tamanho dos cabos elétricos e suas tensões. No entanto, esta ocupação não lhe agradava, depois de alguns meses foi transferido para o departamento de publicidade da empresa. Com este trabalho, onde podia explorar sua criatividade, ele construiu uma reputação, apesar da sua juventude. Foi poupado do recrutamento militar graças ao seu trabalho, pois a empresa colaborava com a guerra, e também devido à sua obesidade.
Em 1920, aos vinte e um anos, o jovem leu em uma revista que uma empresa de cinema dos Estados Unidos, a Famous Players-Lasky Company, iria criar um estúdio em Londres. Hitchcock apresentou-se nos escritórios da Famous levando consigo alguns esboços de letreiros para filmes mudos que tinha projetado com a ajuda de seu chefe no departamento de publicidade da Henley. Imediatamente, a empresa o contratou como desenhista de letreiros, e quando salário que passou a ganhar no novo emprego lhe permitiu, ele deixá-lo o emprego na Henley. No primeiro ano trabalhou como letrista em vários filmes, e no ano seguinte passou a ser responsável por cenários e pequenos diálogos em novos filmes. Ele escrevia sob a direção de George Fitzmaurice, que também lhe ensinou as primeiras técnicas de filmagem.
Em 1923, o escritor, ator e produtor Seymour Hicks ofereceu a Hitchcock a codireção de um filme menor, Always Tell Your Wife, pois o diretor original do filme havia ficado doente. Logo colaborou em um filme inacabado por falta de verba, Mrs. Peabody, esta foi a sua primeira experiência verdadeiramente cinematográfica.
Nos estúdios, Hitchcock conheceu Alma Reville, uma rapariga da mesma idade, nascida em Nottingham. Extremamente pequena e magra, e grande fã de cinema, ela trabalhou nos estúdios de uma empresa londrina desde os 16 anos, a Film Company, e logo passou a trabalhar na Famous. Alma e Hitchcock colaboraram em vários filmes dirigidos por Graham e Cutts, e em 1923 viajaram para a Alemanha para produzir um filme cujo roteiro ele mesmo havia escrito, The prude's fall. No navio de retorno a Inglaterra, Hitchcock declarou-se a Alma e logo iniciaram um longo noivado.
Nos primeiros anos trabalharam juntos em filmes da produtora de Michael Balcon, a Gainsbouroug Pictures Ltda., como por exemplo The blackguard, um filme para o qual ele teve que viajar diversas vezes para a Alemanha, circunstância em que aproveitou para conhecer a obra dos grandes diretores alemães da época, como Fritz Lang e Erich von Stroheim. Em 1925, Balcon lhe propôs dirigir uma coprodução anglo-alemã intitulada The Pleasure Garden. Era sua primeira oportunidade como diretor. O resultado, agradou os dirigentes do estúdio e naquele mesmo ano ele veio a dirigir outros dois filmes The mountain eagle (que não existe mais, o que apenas sobrou foram seis fotos) The Lodger: A Story of the London Fog, foi seu início no suspense, que mostra a história de uma família que desconfia que seu inquilino seja Jack, o Estripador. Os três filmes estrearam em 1927.
Em 2 de dezembro de 1926 casou-se com Alma de acordo com rituais católicos e se estabeleceram em Cromwell Road, em Londres. Na estreia, os filmes foram bem recebidos pelo público e críticos. Neles, o diretor aparecia discretamente como figurante, sem ser incluído como parte do elenco ou roteiro, era a sua maneira de assinatura em seus filmes, que mais tarde se tornou tão popular. Aproveitando o sucesso, ele mudou de produtora, e no final de 1927 filmou The Ring, ele também assinava o roteiro do filme que foi produzido pela British International Pictures. Com este filme se tornou um dos diretores mais conhecidos da Inglaterra e deu início ao seu caminho para a fama internacional.

### Período inglês
Em 1929, Hitchcock obteve o seu primeiro sucesso no Reino Unido com Blackmail, filme este que abriria um período de vários clássicos do suspense dirigidos por ele ainda em solo britânico.
Em 1933 foi trabalhar na Gaumont-British Picture Corporation, e o seu primeiro filme para a companhia chamou-se The Man Who Knew Too Much (O Homem que Sabia Demais), de 1934, que seria refilmado em 1956 com outros atores.
O seu segundo filme pela companhia foi The 39 Steps (Os 39 Degraus), de 1935, considerado o melhor filme deste período. Neste filme, pela primeira vez ele usa uma técnica chamada de MacGuffin (às vezes de McGuffin ou Maguffin), a técnica designa uma desculpa argumental que motiva aos personagens a desenvolver uma história, o que na realidade carece de relevância. O seu próximo sucesso foi The Lady Vanishes (A Dama Oculta) (1938), que envolvia intriga internacional.
Nessa fase, Hitchcock estabeleceu algumas inovações que caracterizaram seu estilo, uma delas é a introdução de um recurso de roteiro que virou uma de suas marcas registradas, o personagem inocente que é perseguido ou punido por um crime que não cometeu.
O sucesso destes filmes chamou a atenção dos produtores de Hollywood para a habilidade do diretor em usar o suspense, a partir de tramas plausíveis em que explorava psicologicamente os temores humanos. Em 1939, Hitchcock mudou-se para os Estados Unidos e assinou contrato com David Selznick, produtor de filmes como E o Vento Levou e It started in Naples, onde realizaria a maior parte de suas obras-primas.

### Período em Hollywood
Hitchcock mudou-se para os Estados Unidos em 1939 e tornou-se cidadão norte-americano em 1955.

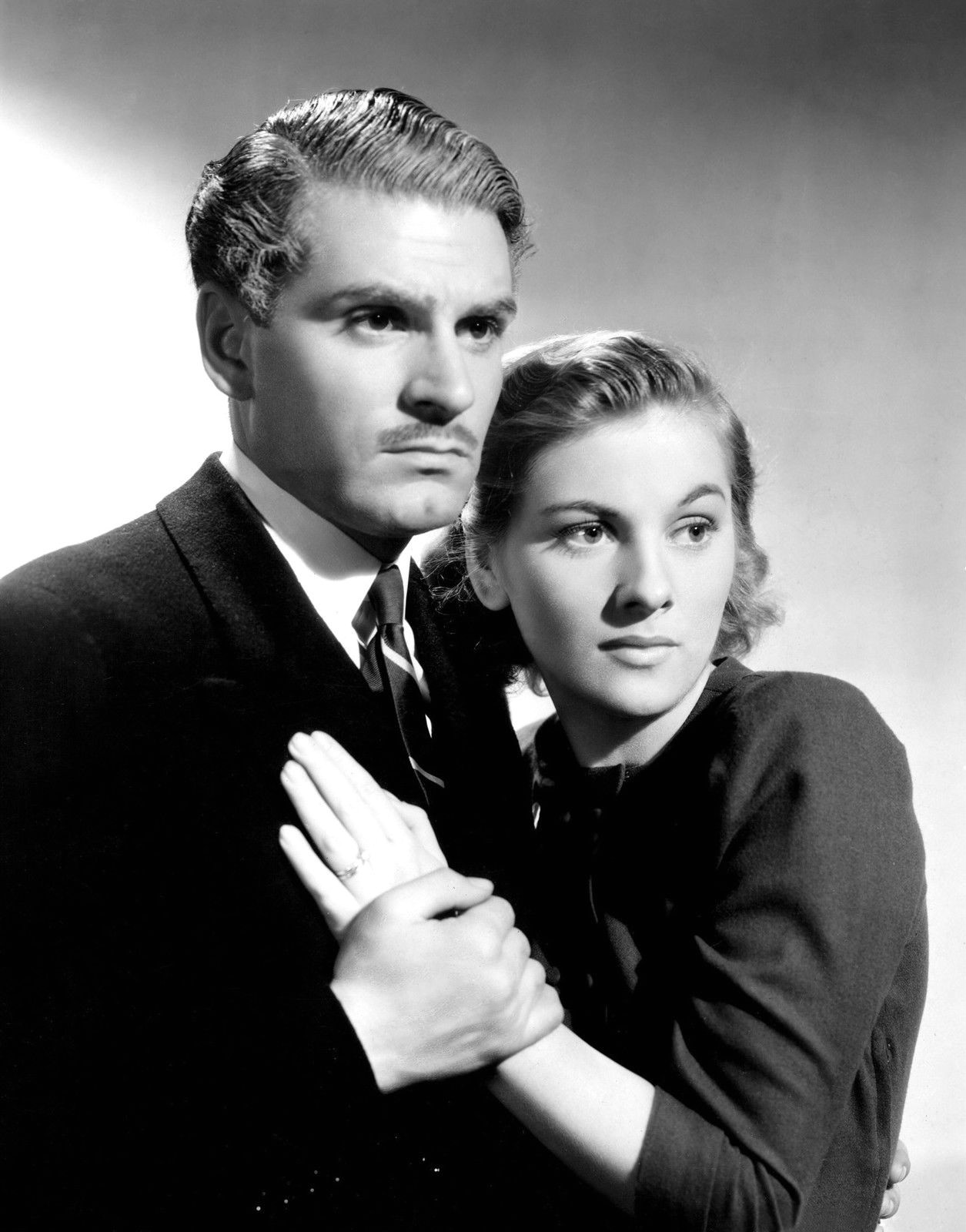
Laurence Olivier e Joan Fontaine em Rebecca, a mulher inesquecível ("Rebecca", 1940), filme que marcou a estreia de Hitchcock no cinema americano e o único dirigido por Hitchcock a ter recebido o Oscar de melhor filme.

A estreia de Alfred Hitchcock em Hollywood foi com Rebecca (1940), que veio a vencer o Oscar de melhor filme. Este foi o único filme do diretor a ganhar um Oscar nessa categoria. A obra gira em torno do romance entre um rico viúvo e uma inocente jovem, que acabam se casando rapidamente. Tudo parecia perfeito, até que Rebecca, a falecida esposa, volta para assombrar a jovem. O elenco do filme contava com Laurence Olivier e Joan Fontaine, ambos indicados ao Oscar por suas atuações.
Nas três décadas seguintes, Hitchcock dirigiu praticamente um filme por ano em Hollywood.
O seu segundo filme em Hollywood foi Foreign Correspondent (Correspondente Estrangeiro / Correspondente de Guerra), em 1940, filmado durante o primeiro ano da Segunda Guerra Mundial, e que também foi nomeado para o Oscar de melhor filme, mas não ganhou.
Na década de 1940, os filmes de Hitchcock tornaram-se mais diversificados, passando pelo género da comédia em Mr. & Mrs. Smith (Um Casal do Barulho / Meu Marido é Solteiro) (de 1941), ao filme noir em Shadow of a Doubt (A Sombra de Uma Dúvida) (de 1943) e a ficção sobre leis em The Paradine Case (Agonia de Amor / O Caso Paradine), de 1947.
Saboteur (Sabotador), de 1942, foi o primeiro de dois filmes feitos pela Universal Pictures; A Sombra de Uma Dúvida foi o segundo, e era um dos filmes preferidos de Hitchcock.
Spellbound (filme) (Quando Fala o Coração / A Casa Encantada) de 1945, com Ingrid Bergman e Gregory Peck, recebeu nomeação para o Oscar de melhor filme, melhor diretor e melhor ator secundário (Michael Chekhov), entre outros. O produtor David O. Selznick utilizou as suas experiências na psicanálise, e até levou aos estúdios sua terapeuta, para servir de consultora. Hitchcock fez algumas cenas baseadas no artista plástico Salvador Dalí para ilustrar certas cenas de confusão mental, as quais Selznick odiou.

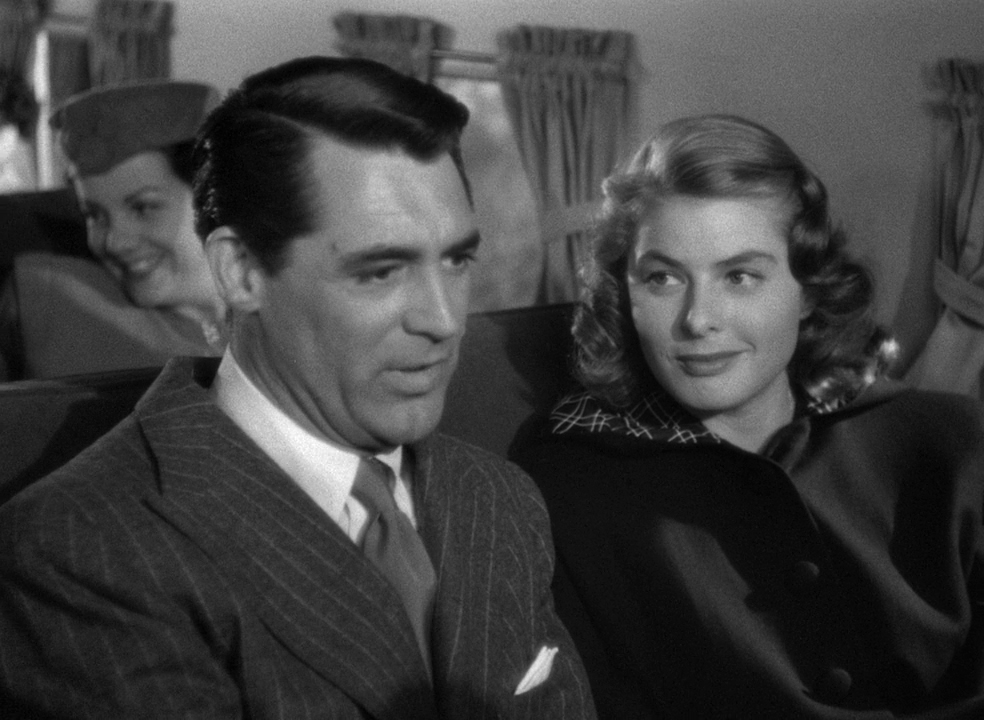
Cary Grant e Ingrid Bergman em Notorious, de 1946.

Notorious (Interlúdio / Difamação), de 1946, onde participam Cary Grant e Ingrid Bergman, foi o primeiro filme que Hitchcock dirigiu e produziu, e que Selznick não participou da produção, feita pela RKO Pictures. O filme recebeu a indicação para o Oscar de ator secundário, mas não venceu. The Paradine Case (Agonia de Amor / O Caso Paradine), de 1947, foi seu primeiro filme colorido, e foi protagonizado por Gregory Peck.
Rope (Festim Diabólico / A Corda) de 1948, foi baseado na peça teatral de Patrick Hamilton. Embora não tenha sido seu primeiro filme como diretor e produtor, foi o primeiro em que recebeu o crédito por isso. Foi também o primeiro de uma série de filmes de sucesso estrelados por James Stewart. Baseado na história verídica do caso de Leopold e Loeb, dois assassinos, Rope é tido como tendo um conteúdo homossexual.
A partir de 1948, ele foi seu próprio produtor e atravessou os anos 1950 com uma série de filmes de suspense com grandes orçamentos e contando com algumas das principais estrelas do cinema norte-americano.
Em 1949, Hitchcock lançou o filme Under Capricorn (Sob o Signo de Capricórnio), em uma coprodução com Sidney Berstein e estrelado por Ingrid Bergman. O filme fracassou, em parte pela publicidade negativa sobre o relacionamento extraconjugal que Ingrid Bergman estava tendo com o diretor italiano Roberto Rossellini.
O filme Strangers on a Train (Pacto Sinistro / O Desconhecido do Norte-Expresso), de 1951, foi baseado no romance de Patricia Highsmith (que também escreveu The Talented Mr. Ripley (O Talentoso Ripley)) e apresentou sua filha Patricia Hitchcock em um pequeno papel. Foi seu primeiro filme distribuído pela Warner Bros e, anos mais tarde, seria fonte de inspiração para Throw Momma from the Train (Jogue a Mamãe do Trem), de 1987, com Billy Crystal e Danny DeVito. Segundo Roger Ebert, vencedor do Prêmio Pulitzer e crítico de filmes, Strangers on a Train era o melhor filme de todos os tempos.
No começo da década de 1950 a MCA e o agente Lew Wasserman, que tinha como clientes James Stewart e Janet Leigh, tiveram grande importância nos filmes de Hitchcock. Com a ajuda de Wasserman, Hitchcock teve grande liberdade criativa para trabalhar em seus filmes.
Em 1954 o filme Dial M for Murder (Chamada para a Morte / Disque M Para Matar) trouxe Ray Milland e Grace Kelly nos papéis principais. Foi o primeiro filme em que Hitchcock trabalhou com Grace Kelly, baseado na peça escrita por Frederick Knotte, pela primeira vez, o diretor usou a técnica 3D.

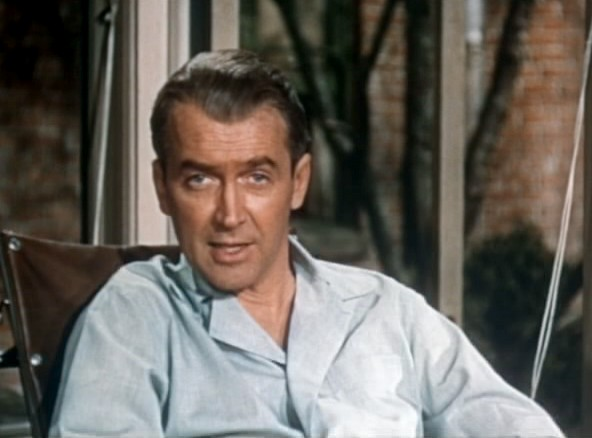
James Stewart em Rear Window de 1954.

No mesmo ano, Hitchcock lançou o filme Rear Window (Janela Indiscreta), com James Stewart e Grace Kelly nos papéis principais. O filme é considerado um dos maiores sucessos do diretor.
Em 1955, ganhou um programa de televisão chamado Alfred Hitchcock Presents. Tratava-se de um programa com vários episódios criminais e suspense que fez muito sucesso e que começou a exercer a sua atividade de apresentador de televisão, servindo para aumentar ainda mais a sua popularidade.
No ano seguinte foi a vez de To Catch a Thief (Ladrão de Casaca) com Cary Grant e Grace Kelly. Em 1956 Hitchcok refilmou The Man Who Knew Too Much (O Homem que Sabia Demais), agora com James Stewart e Doris Day nos papéis principais. O diretor considerou a refilmagem superior ao original feito por ele em 1934. No filme, Doris Day aparece cantando a música Que Será, Será (Whatever Will Be, Will Be).
Em 1957 o diretor lançou o filme The Wrong Man (O Homem Errado / O Falso Culpado), com Henry Fonda e Vera Miles, com roteiro baseado no livro The True Story of Christopher Emmanuel Balestrero, de Maxwell Anderson, um caso real de confusão de identidade.
Vertigo (Um Corpo Que Cai / A Mulher que Viveu Duas Vezes) foi lançado no auge da fama do diretor e, porém, não foi muito bem recebido pela crítica. Vertigo é reconhecido por ter influenciado vários diretores e roteiristas nas décadas seguintes. O filme foi eleito entre os cem melhores filmes de todos os tempos pelo Instituto Americano do Cinema em 1998.
North by Northwest (Intriga Internacional), de 1959, foi produzido pela MGM, e protagonizado por Cary Grant, Eva Marie Saint e Martin Landau, entre outros. Conta a história de um homem inocente perseguido por agentes de uma misteriosa organização.
Psycho (Psicose / Psico), de 1960, ajudou a mudar a abordagem cinematográfica sobre o terror, A reação do público foi impressionante, com filas que dobravam os quarteirões e muita gritaria na plateia nas cenas mais aterrorizantes. O filme teve como protagonista Janet Leigh, Anthony Perkins e Vera Miles, venceu o Globo de Ouro na categoria melhor atriz coadjuvante (Janet Leigh). O filme trouxe uma das cenas mais conhecidas da história do cinema, a famosa cena do chuveiro, quando a personagem de Janet Leigh é assassinada a facadas. O filme ficou na décima oitava posição entre os 100 melhores filmes do Instituto de Cinema Americano.

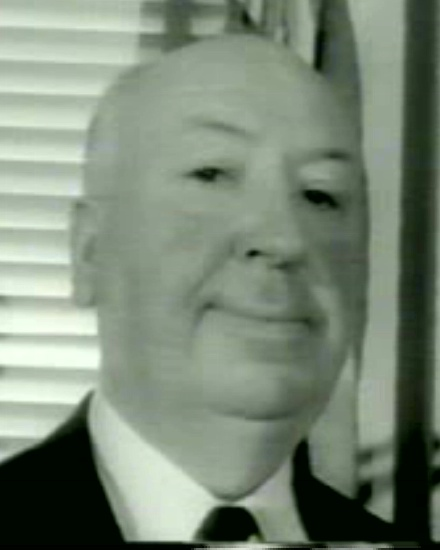
Hitchcock na época das filmagens de "Os Pássaros".

The Birds (Os Pássaros), de 1963 é baseado num conto de mesmo nome da escritora britânica Daphne Du Maurier e é protagonizado por Rod Taylor, Jessica Tandy e Tippi Hedren, esta última uma descoberta de Hitchcock. O filme inovou na trilha sonora e em efeitos especiais, e por este último motivo foi nomeado para o Oscar. Tippi Hedren, mãe da futura atriz Melanie Griffith, ganhou o Globo de Ouro.
Marnie (Marnie, Confissões de uma Ladra / Marnie), de 1964, foi estrelado por Tippi Hedren e Sean Connery, e é um dos filmes clássicos de Hitchcock. Em 1966, ele lançou Torn Curtain (Cortina Rasgada), um thriller político com Paul Newman e Julie Andrews nos papéis principais.
Topaz (Topázio), filmado entre 1968 e 1969, fala sobre a Guerra Fria, e conta a história de um espião, com roteiro baseado no livro de mesmo nome escrito por Leon Uris. Foi um filme que não trouxe nenhuma grande estrela, na verdade, apenas nomes desconhecidos. Muitos acreditam que Hitchcock não quis chamar nenhuma estrela de Hollywood para este filme após alguns conflitos com Paul Newman em seu último filme.
Em 1972 Hitchcok lançou Frenzy (Frenesi / Frenzy, Perigo na Noite), um thriller sobre crime que trouxe pela primeira vez cenas de nudez e palavras de baixo calão em um de seus filmes.
O seu último filme foi Family Plot (Trama Macabra / Intriga em Família) com Karen Black e Bruce Dern. Data de 1976.

### Morte
Em 1980 Alfred Hitchcock recebeu a KBE da Ordem do Império Britânico, das mãos da Rainha Elizabeth II. Ele morreu quatro meses depois, de insuficiência renal, em sua casa em Los Angeles. O corpo de Hitchcok foi cremado, e suas cinzas espalhadas. A sua mulher Alma Reville morreu dois anos depois.

## Características

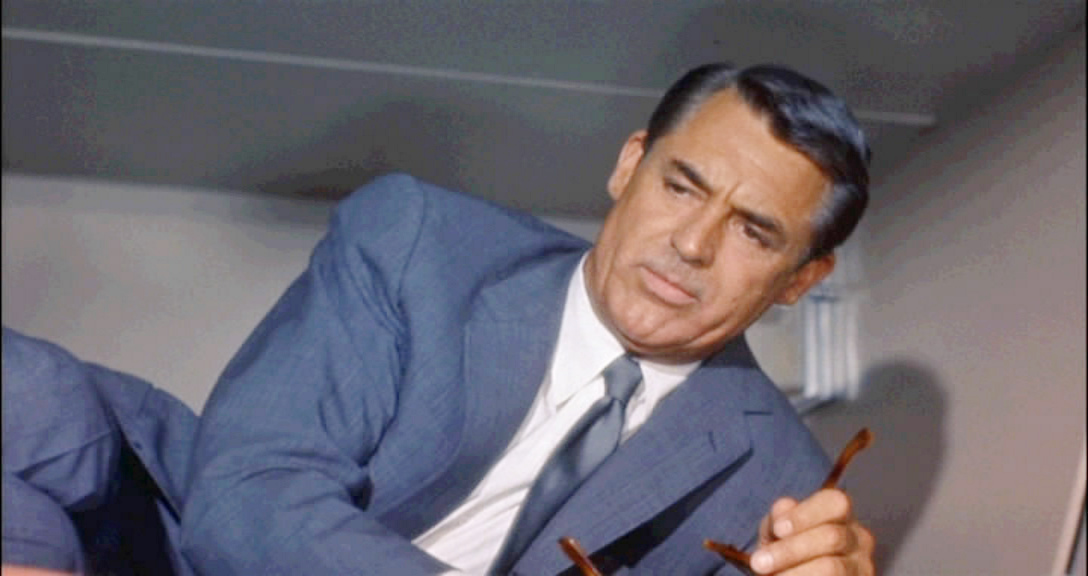
Cary Grant, dos poucos atores favoritos de Hitchcock, com quem fez diversos filmes.

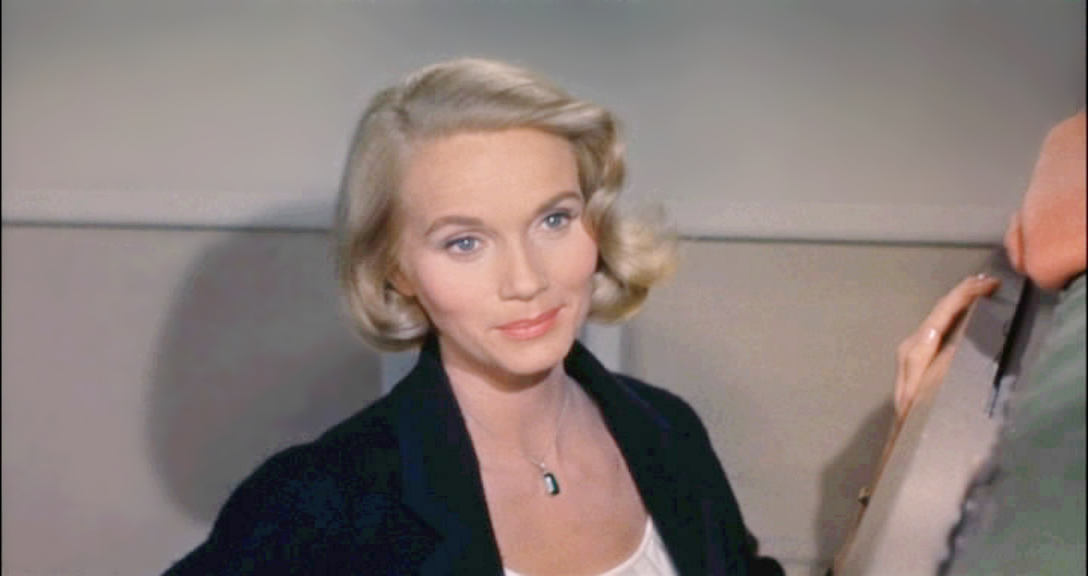
Eva Marie Saint em North by Northwest.

### Suspense
O suspense de Hitchcock trouxe inovações técnicas nas posições e movimentos das câmeras, nas elaboradas edições e nas surpreendentes trilhas sonoras que realçam os efeitos de suspense e terror. O clima de suspense é acentuado pelo uso de música forte e dos efeitos de luz. Em Psycho, somente o espectador vê a porta se entreabrir, esperando algo acontecer enquanto o detetive sobe a escada.

### O vilão inocente
Um dos recursos de suspenses mais utilizados por Hitchcock é o do vilão inocente, através dele um inocente é erroneamente acusado ou condenado por um crime e que, para se ver livre, acaba assumindo a missão de perseguir e encontrar o real culpado.

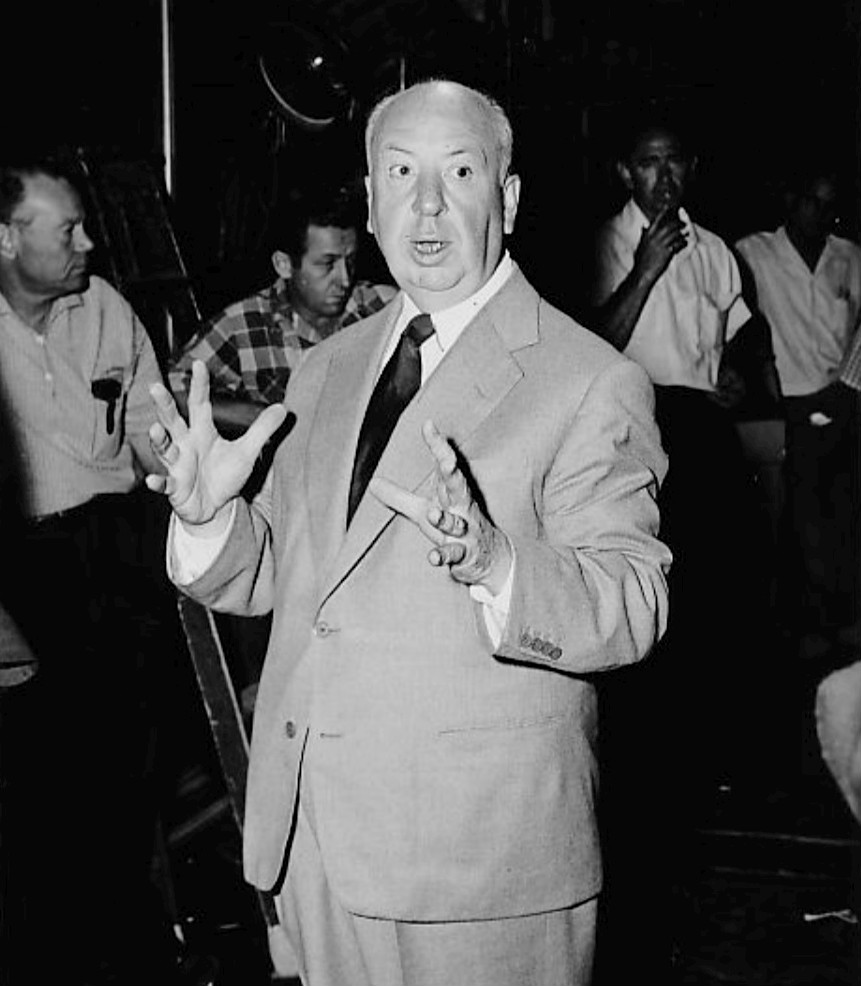
Alfred Hitchcock em 1955.

### O espectador como participante
Em alguns filmes, o personagem age como se soubesse que o telespectador está observando sua vida. No filme "Rear Window" (1954), o personagem Lars Thorwald (interpretado por Raymond Burr) confronta Jeffries (interpretado por James Stewart) dizendo: "O que você quer de mim?" endereçando a pergunta ao telespectador com um close em seu rosto.

### Identidade do assassino
Um dos elementos que caracterizam seus personagens é a figura do assassino cuja identidade é revelada ao longo da ação.

### Aparições do diretor em seus filmes
Hitchcock usou em vários de seus filmes o que é conhecido como cameo (literalmente camafeu, significando uma "participação especial", em português), onde uma pessoa famosa aparece em um filme. Porém, nos filmes de Hitchcock, quem aparecia era ele próprio. Ele é visto em aparições breves, geralmente no início de seus filmes. Para não distrair o público do enredo principal, no decorrer de sua obra o diretor passou a aparecer logo no início dos filmes.
Alguns exemplos de aparições de Hitchcock são:
- Rear Window (pt./br. Janela Indiscreta) – aparece dentro do apartamento do pianista;
- Psycho (pt. Psycho / br. Psicose) – passa a frente do escritório de Marion trabalho com chapéu de cowboy;
- Torn Courtain (pt./br. Cortina Rasgada) – aparece logo aos oito minutos segurando um bebê no hall do hotel em que os protagonistas se hospedam;
- Frenzy (pt. Frenesim /br. Frenesi) – aparece no início do filme, no meio da multidão que está às margens do rio quando o corpo de uma vítima aparece a boiar nele;
- Suspicion (pt./br. Suspeita) – aparece enviando uma carta no posto dos correios da cidade;
- Shadow of a Doubt (br. A Sombra de uma Dúvida) – aparece num trem, jogando cartas com um homem e uma mulher;
- Spellbound (pt./br. Quando Fala o Coração) – sai do elevador do Empire Hotel carregando uma maleta de violino e fumando um cigarro;
- Blackmail (pt. Chantagem / br. Chantagem e Confissão) – aparece em cena como um passageiro no metrô que é importunado por um garoto;
- Family Plot (pt./br. Intriga em Família) – aparece o seu perfil por trás do vidro de uma porta como se estivesse a falar para outra pessoa e a gesticular;
- Dial M for Murder (br. Disque M Para Matar) – aparece no canto inferior esquerdo de uma fotografia pendurada na parede da sala;
- The birds (pt./br. Os Pássaros) – aparece passeando pela calçada do lado de fora da loja de animais;
- Lifeboat (br. Um Barco e Nove Destinos) – inicialmente, o diretor teve a ideia de aparecer como um corpo boiando próximo ao barco. Porém, entusiasmado com seu sucesso na tentativa de perder peso, Hitchcock decidiu aparecer posando para fotos "Antes & Depois" a respeito de um remédio para emagrecimento chamado "Reduco", mostrado num jornal durante o filme;
- Rope (pt. A Corda / br. Festim Diabólico) – aparece duas vezes. Logo no início, aparece atravessando a rua. Mais tarde, uma caricatura de Hitchcock aparece num neon que reflete na janela do apartamento dos assassinos, em Nova Iorque. Esta é uma referência à aparição feita em Lifeboat, onde se lê "Reduco", como na aparição feita quatro anos antes;
- Notorius (pt. Difamação /br. Interlúdio) – aparece após aproximadamente uma hora de filme em uma festa realizada na mansão de Alexander Sebastian;
- Vertigo (pt. Vertigo / br. Um Corpo Que Cai) – aparece aos exatos onze minutos de filme, caminhando com um terno em frente ao estaleiro de Gavin Elster;
- Strangers in a Train (br. Pacto Sinistro) – aparece aos 5 minutos de filme, embarcando no trem com um contrabaixo;
- Foreign Correspondent (pt. O Correspondente Estrangeiro / br. Correspondente Estrangeiro) – aparece aos 12 minutos de filme, lendo um jornal e usando um chapéu;
- Rebecca (pt. Rebecca / br. Rebecca, A Mulher Inesquecível) – aparece aos 126 minutos de filme, na rua, perto de uma cabine telefônica;
- The Lady Vanishes (br. A Dama Oculta) – aparece quase ao final da Victoria Station, fumando um cigarro;
- North by Northwest (pt./br. Intriga Internacional) – aparece logo no começo do filme correndo para pegar o ônibus;
- Topazio (pt./br. Topázio) – aparece na estação de trem, numa cadeira de rodas, depois se levanta para cumprimentar um homem;
- To Catch a Thief (pt./br. Ladrão de Casaca) - aparece em torno dos dez minutos, sentado ao lado de John Robie (Cary Grant) em um ônibus.

### MacGuffin
O MacGuffin é um conceito original nos filmes de Hitchcock, um termo usado pelo cineasta para inserir um objeto que serve de pretexto para avançar na história sem que ele tenha muita importância no conteúdo da mesma. O MacGuffin de Psycho é o dinheiro roubado do patrão. O dinheiro só serve para conduzir a personagem Marion Crane até o Motel Bates, mas ao chegar ao motel o dinheiro perde a importância no desenrolar da história. Já o MacGuffin de Torn Courtain é a fórmula que possibilitaria a construção de um antimíssil. É para conseguir a fórmula que o personagem principal parece desertar para Berlim Oriental, é seguido pela noiva e daí desenvolve-se o enredo.

## Filmografia
- Number 13 (1922)
- Always Tell Your Wife (1923)
- The Pleasure Garden (1925)
- The Mountain Eagle (1926)
- The Lodger: A Story of the London Fog (1927)
- The Ring (1927)
- Downhill (1927)
- The Farmer's Wife (1928)
- Easy Virtue (1928)
- Champagne (1928)
- The Manxman (1929)
- Blackmail (1929)
- Juno and the Paycock (1930)
- Murder! (1930)
- Elstree Calling (1930)
- The Skin Game (1931)
- Mary (1931)
- Rich and Strange (1931)
- Number Seventeen (1932)
- Waltzes from Vienna (1934)
- The Man Who Knew Too Much (1934)
- The 39 Steps (1935)
- Secret Agent (1936)
- Sabotage (1936)
- Young and Innocent (1937)
- The Lady Vanishes (1938)
- Jamaica Inn (1939)
- Rebecca (1940)
- Foreign Correspondent (1940)
- Mr. & Mrs. Smith (1941)
- Suspicion (1941)
- Saboteur (1942)
- Shadow of a Doubt (1943)
- Lifeboat (1944)
- Aventure Malgache (1944, short)
- Bon Voyage (1944, short)
- Spellbound (1945)
- Notorious (1946)
- The Paradine Case (1947)
- Rope (1948)
- Under Capricorn (1949)
- Stage Fright (1950)
- Strangers on a Train (1951)
- I Confess (1953)
- Dial M for Murder (1954)
- Rear Window (1954)
- To Catch a Thief (1955)
- The Trouble with Harry (1955)
- The Man Who Knew Too Much (1956)
- The Wrong Man (1956)
- Vertigo (1958)
- North by Northwest (1959)
- Psycho (1960)
- The Birds (1963)
- Marnie (1964)
- Torn Curtain (1966)
- Topaz (1969)
- Frenzy (1972)
- Family Plot (1976)

## Prêmios e indicações
Alfred Hitchcock recebeu o Prêmio Irving Thalberg da Academia de Artes e Ciências Cinematográficas de Hollywood pelo conjunto de sua obra; entretanto, apesar de indicado seis vezes ao Oscar, cinco vezes como melhor diretor e uma como melhor produtor, jamais recebeu a cobiçada estatueta, juntando-se a outro gênio cinematográfico também nunca agraciado com o prêmio máximo da academia, Stanley Kubrick.
Suas seis indicações ao Oscar foram pelos filmes Rebecca (1940), Lifeboat (1944), Spellbound (1945), Rear Window (1954) e Psycho (1960), como diretor; e Suspicion (1941), como produtor.
É considerado pelo The Screen Directory, uma publicação sobre cinema, como o "maior diretor de todos os tempos".

### Oscar
| Ano  | Categoria              | Filme              | Resultado |
| ---- | ---------------------- | ------------------ | --------- |
| 1941 | Melhor diretor         | Rebecca (filme)    | Indicado  |
| 1945 | Melhor diretor         | Lifeboat           | Indicado  |
| 1946 | Melhor diretor         | Spellbound (filme) | Indicado  |
| 1955 | Melhor diretor         | Rear Window        | Indicado  |
| 1961 | Melhor diretor         | Psycho             | Indicado  |
| 1968 | Prêmio Irving Thalberg | Carreira completa  | Venceu    |

### Globo de Ouro
| Ano  | Categoria                 | Filme                     | Resultado |
| ---- | ------------------------- | ------------------------- | --------- |
| 1958 | Melhor série de televisão | Alfred Hitchcock Presents | Venceu    |
| 1972 | Prêmio Cecil B. DeMille   | Carreira completa         | Venceu    |
| 1973 | Melhor diretor            | Frenzy                    | Indicado  |

### BAFTA
| Ano  | Categoria              | Filme             | Resultado |
| ---- | ---------------------- | ----------------- | --------- |
| 1971 | BAFTA Fellowship Award | Carreira completa | Venceu    |

### Outros prêmios
| Ano  | Prêmio                                                |
| ---- | ----------------------------------------------------- |
| 1968 | Directors Guild of America Lifetime Achievement Award |
| 1979 | AFI Life Achievement Award                            |